# ليزي برودواي
ليزي برودواي (مواليد 16 فبراير 1998) هي ممثلة أمريكية، أشتهرت بدور إيما شاو في مسلسل جيل في.

## وصلات خارجية
- ليزي برودواي على موقع IMDb (الإنجليزية)
- ليزي برودواي على موقع ميتاكريتيك (الإنجليزية)
- ليزي برودواي على موقع روتن توميتوز (الإنجليزية)
- ليزي برودواي على موقع ألو سيني (الفرنسية)
- ليزي برودواي على موقع قاعدة بيانات الفيلم (الإنجليزية)